# 牙鑽
牙鑽手機，或稱手機（Handpiece），为口腔科专用医疗器材，是用来清洁牙石，研磨龋齿坏牙的器械。手机种类较多，根据转速和结构可分为高速手机和低速手机。机头本身由内部机械组件组成，这些内部机械组件会启动旋转力并向通常为牙鑽的切割器械提供动力。

## 分类
1. 高速手机利用高压空气驱动手机机头内的微型涡轮可涡轮转速达（3-5）×10r/min，车针的切削线速度可达15m/s，
2. 低速手机由于是齿轮转动，转速仅为每分钟数千转。低速手机通常可由速度调节结构调节速度。